# Parc naturel régional des Landes de Gascogne
Le parc naturel régional des Landes de Gascogne est un parc naturel régional français situé en région Nouvelle-Aquitaine.

## Géographie

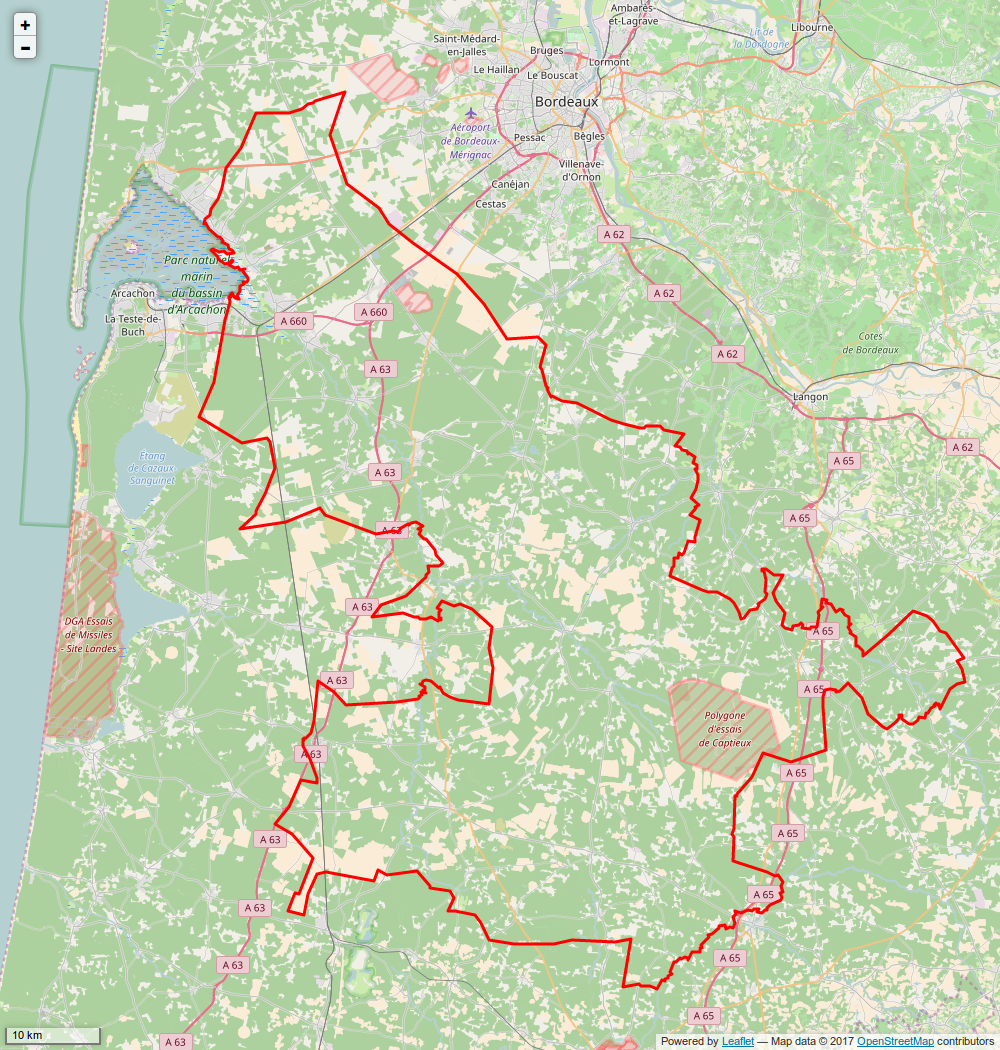
Périmètre du PNR.

Situé à cheval sur les départements des Landes et de la Gironde, dans les Landes de Gascogne, le parc naturel régional s’étend du bassin d'Arcachon en Pays de Buch, au sud de la Grande-Lande. Il suit les vallées de la Grande Leyre et de la Petite Leyre.
La maison du parc se situe à Belin-Béliet.

## Histoire
Le parc naturel régional des Landes de Gascogne a été créé par le décret du 16 octobre 1970, il est renouvelé par l'arrêté du 29 juin 1994, le décret du 17 juillet 2000, et le décret du 23 janvier 2014.

Sa création exprimait la volonté de la collectivité de protéger et de mettre en valeur un milieu naturel riche mais néanmoins vulnérable. Dans l'esprit de ce qui guide l'action des Parcs naturels régionaux de France, il conduit avec la population et les collectivités qui le composent une mission de préservation du patrimoine, de développement équilibré des activités économiques, de sensibilisation des publics à leur environnement en éveillant la curiosité de l'hôte et de l'habitant.
Il s'est ainsi ouvert un tourisme de découverte. Chacun de ses équipements offre un chemin pour rentrer dans l'histoire de ce pays et comprendre le charme des Landes de Gascogne.
Lors du renouvellement du classement du parc de 2014, Pissos et Saugnac-et-Muret sont sorties du périmètre du parc naturel régional, en raison de projets d'aménagement des deux communes qui ne sont pas compatibles avec la réglementation du parc. Pissos réintègre le PNR en 2020 (Décret n° 2020-1147 du 17 septembre 2020) et Saugnac-et-Muret en 2022 (Décret n° 2022-1214 du 2 septembre 2022).
D'autres communes font le choix d'adhérer, ce qui porte leur nombre de 40 à 51 entre les décrets de 2000 et de 2014.
Le 12 février 2025, le parc est labellisé « réserve internationale de ciel étoilé » avec une zone cœur de 945 km2.

## Composition
| A-B | C-G | H-Le | Lo-M                                                                                           | O-Z |
| --- | --- | --- | ---------------------------------------------------------------------------------------------- | --- |
| - Argelouse - Arue - Audenge - Balizac - Belhade - Belin-Béliet - Bélis - Biganos - Bourideys - Brocas | - Cachen - Canenx-et-Réaut - Callen - Captieux - Cazalis - Commensacq - Escaudes - Garein - Giscos - Goualade | - Hostens - Labouheyre - Lanton - Labrit - Lartigue - Le Barp - Lencouacq - Le Sen - Le Teich - Le Tuzan | - Louchats - Lucmau - Luglon - Lugos - Luxey - Maillères - Mano - Marcheprime - Mios - Moustey | - Origne - Sabres - Salles - Saint-Léger-de-Balson - Saint-Magne - Saint-Michel-de-Castelnau - Saint-Symphorien - Sore - Solférino - Trensacq - Vert |

## Territoires et paysages
Le territoire du parc est caractérisé par 3 types de paysages :
- le pignada, ou la forêt de pins : la forêt des Landes, bien qu'elle soit d'origine naturelle en plusieurs endroits de la côte (Lacanau, Arcachon, La Teste de Buch, Biscarrosse, Seignosse) a été massivement plantée à partir de la seconde moitié du XIXe siècle consécutivement à l'adoption de la loi relative à l'assainissement et de mise en culture des Landes de Gascogne. Elle recouvre l'ancienne lande dont la végétation subsiste en son sous-bois et sur les coupes rases. Elle occupe 90 % du territoire du Parc et en constitue pour ce pays une seconde nature et la première de ses ressources économique, en remplacement du système agro-pastoral de l'époque[5] ;
- la vallée de la Leyre : véritable écosystème à part entière, la vallée de la Leyre est caractérisée par des zones humides et des forêts de feuillus qui tranchent avec la forêt de pins voisine. La forêt autour de la rivière est appelée forêt galerie en raison de la voûte végétale que forment les arbres au-dessus du cours d'eau[5] ;
- les paysages maritimes du bassin d'Arcachon : le bassin constitue l'embouchure de la Leyre. Le flux et le reflux des marées dans cette embouchure a créé une baie, qui a abrité pêcheurs et ostréiculteurs du Pays de Buch depuis des siècles. De nos jours, le bassin d'Arcachon est un territoire sensible, fortement soumis à la pression démographique et au tourisme[5].

## Statut
Syndicat mixte de collectivités territoriales comprenant : les représentants de la région Aquitaine et du Conseil Économique et Social Régional d'Aquitaine, des départements de la Gironde et des Landes, des villes de Bordeaux et de Mont-de-Marsan, et des SIVOM des Vallées de la Leyre et la communauté de communes du Val de l'Eyre regroupant les 41 communes du Parc. Soit une assemblée délibérante de 45 membres.

## Logo
Le logo du parc reprend une gravure présente sur une poutre apparente d'une maison landaise de 1772 à Luxey, toujours visible aujourd'hui. Il représente une poule perchée dans un poulailler, et un renard cherchant à s'en emparer, ce qui explique sa position verticale, regardant en hauteur vers la poule. En effet les poulaillers des Landes de Gascogne étaient montés sur pilotis afin de protéger la volaille des prédateurs. Elles grimpaient au poulailler par une échelle à un seul montant.

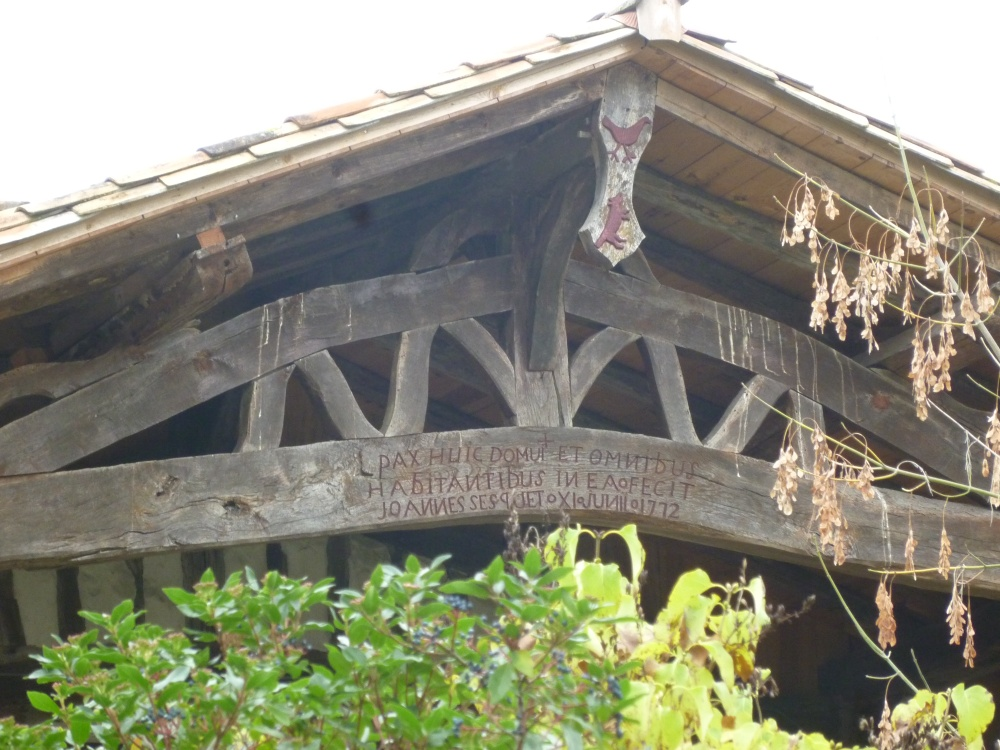
Maison de Luxey datée du 11 juin 1772, portant une gravure de la poule et du renard.
Logo du parc, reprenant le motif de la poule et du renard.
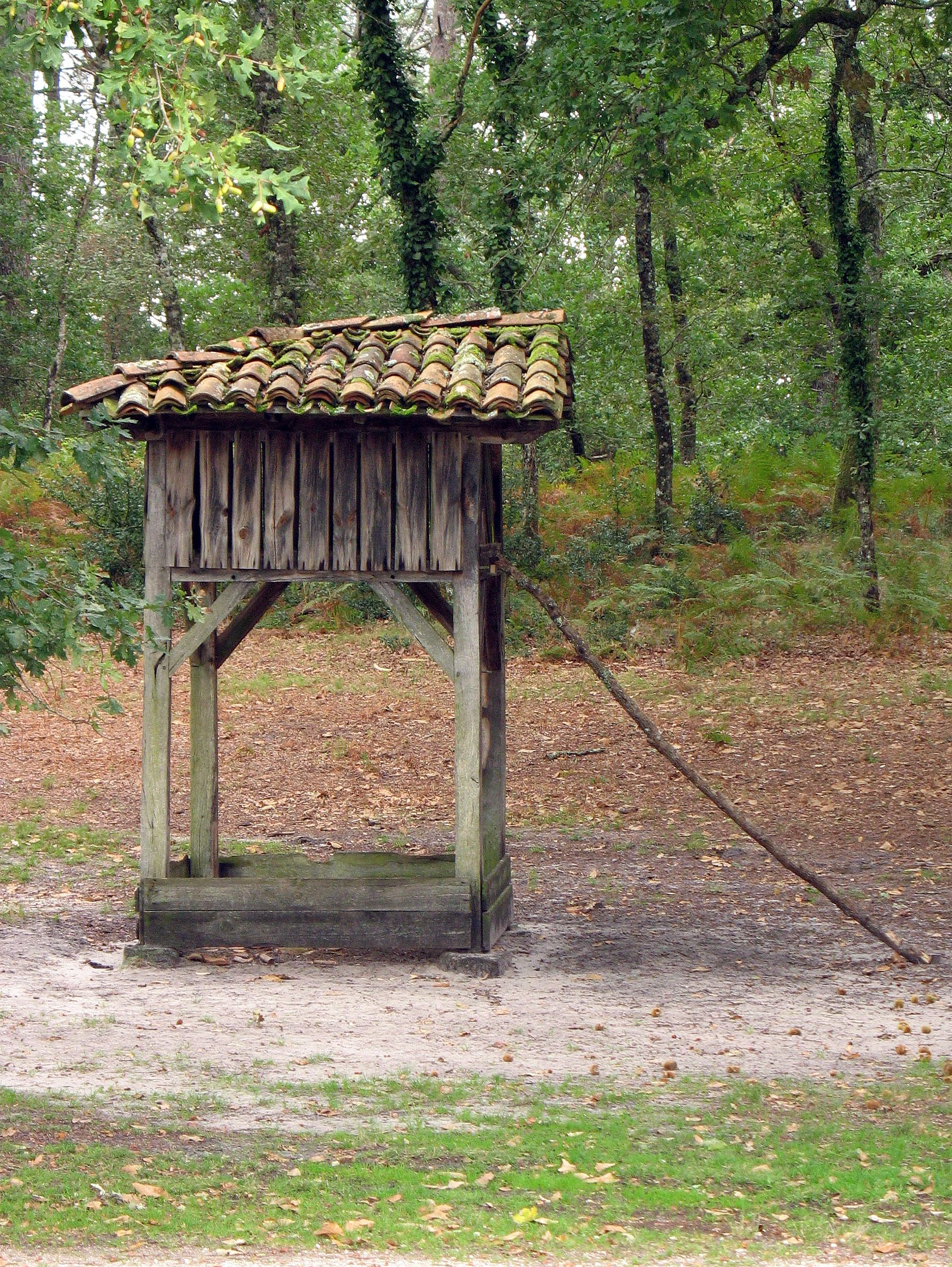
Le poulailler perché de Marquèze, ainsi conçu pour tenir les poules hors d'atteinte des renards.

## Sites de découvertes

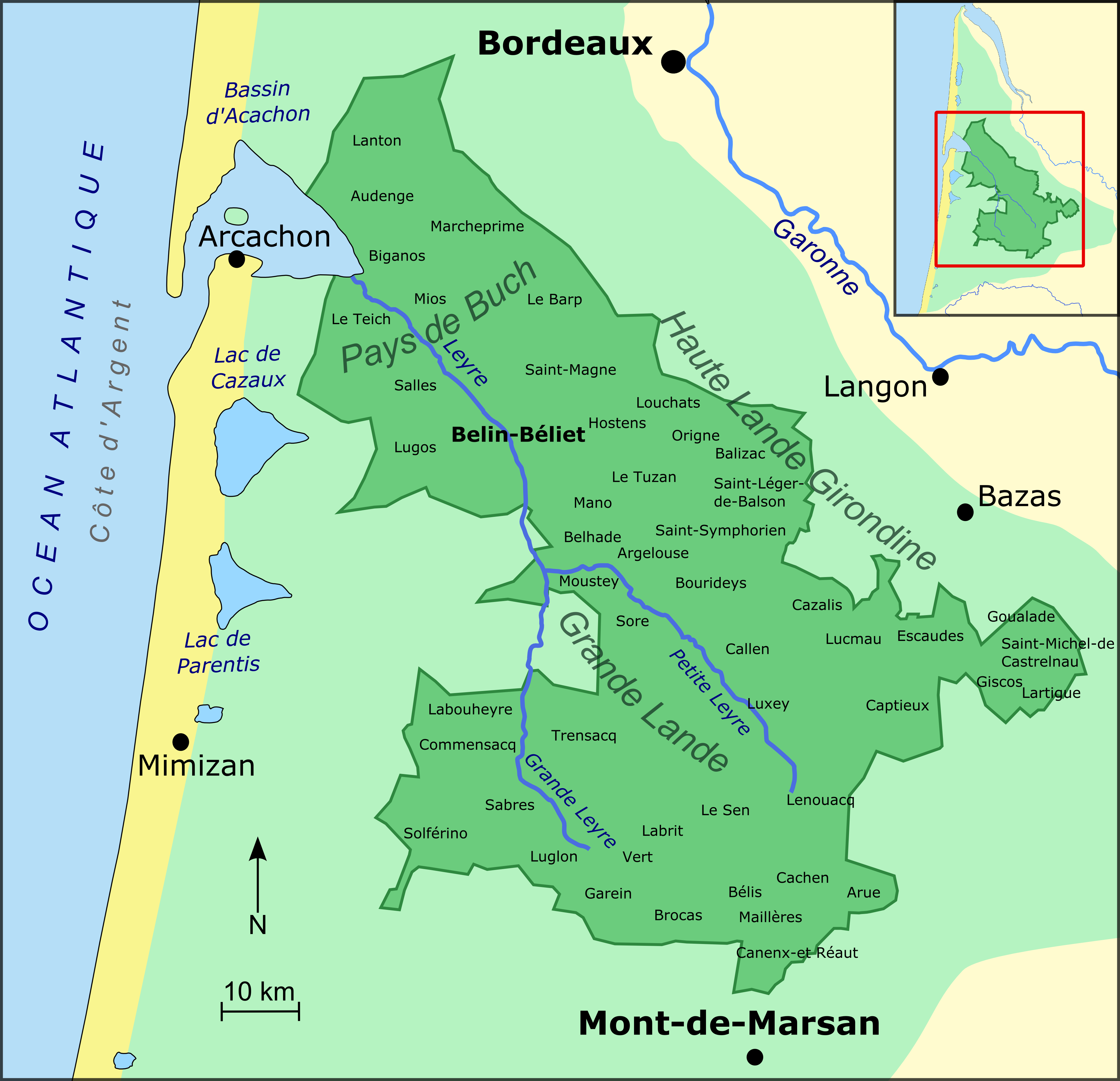
Carte du parc naturel régional des Landes de Gascogne.

### Centres de découverte de l'environnement
- Maison de la nature du bassin d’Arcachon et parc ornithologique du Teich[5]
- Centre du Graoux à Belin-Beliet[5]
- Atelier-gîte de Saugnacq-et-Muret[5], fermé en raison de son manque de fréquentation et de son peu de rentabilité

### Sites de l'écomusée de la Grande Lande
- Quartier de Marquèze à Sabres[5]
- Atelier des produits résineux de Luxey se consacre au procédé de distillation de la gemme, inscrit aux monuments historiques par arrêté du 19 février 1990[9].
- Musée du patrimoine religieux et des croyances populaires dans l'église Notre-Dame de Moustey[5], inscrite au titre des monuments historiques par arrêté du 4 juillet 1973[10].

### Autres sites
- Le musée des forges à Brocas
- Graine de forêt à Garein présente les acteurs de la forêt et la matérialisation des différents usages du bois.
- Domaine de Certes à Audenge sont d'anciens salins créés au XVIIIe siècle par le Captal de Certes (Marquis de Civrac). Ce dernier ayant acquis d'immenses propriétés en Pays de Buch et dans les Landes du Médoc souhaita valoriser ses terres et tenta de nombreuses expérimentations. Ce domaine fut reconverti en réservoirs à poissons, avant de devenir un espace naturel protégé, accessible à la visite.

## Activités sur le territoire du Parc
- La Leyre en canoë
- Le kayak sur le bassin d'Arcachon
- La visite des ports ostréicoles
- La visite des domaines de Certes et de Graveyron
- Les sentiers pédestres
- Les itinéraires cyclables
- Les randonnées équestres
- Les églises aux peintures murales